# Марія Луїза Болгарська
Марія Луїза Болгарська (болг. Мария Луиза Българска), (нар. 13 січня 1933) — болгарська принцеса з Саксен-Кобург-Готської династії, донька царя Болгарії Бориса III та італійської принцеси Джованни, дружина принца Лейнінгенського Карла, згодом, у другому шлюбі — пана Броніслава Хробока.

## Біографія

### Дитинство в Болгарії
Марія Луїза народилась 13 січня 1933 року у Софії. Вона стала первістком в родині царя Болгарії Бориса III та  його дружини Джованни Савойської. Про народження  дитини монарха сповістив 21 залп салютуючих гармат. Новина викликала радість серед народу: люди, покидавши роботу, натовпом рушили до князівського палацу безперервно вигукуючи «ура» та захоплено співаючи національний гімн. Поліцейське оточення навколо будівлі було прорване та люди опинилися просто у дворі. Невдовзі на балкон вийшов князь Борис і, посміхаючись, привітав населення, подякувавши від імені себе та дружини. Ввечері на центральній площі міста відбулися святкові гуляння.
Після благодарственного молебну оголосили стать дитини. Окремо було повідомлено депутатів у Національному зібранні, які, окрім соціалістів та комуністів, радо вітали оплесками новину. До святкувань долучилася і Болгарська православна церква. 14 січня по всій країні служили молебни за здравство князівського подружжя та новонародженої принцеси.
15 січня митриполит Софійський Стефан охрестив новонароджену у православну віру. Церемонія пройшла у палацовій каплиці у скромній домашній обстановці. Дівчинка отримала ім'я на честь бабусі Марії Луїзи Бурбон-Пармської. Хрещеним батьком принцеси став Александр Малинов.
Щоб побачити онуку, з Італії прибула її бабуся з материнського боку Єлена Чорногорська. В той же час народження дівчинки викликало питання щодо престолонаслідування, оскільки Тирновська конституція передбачала передачу трону старшому сину, не згадуючи про спадкоємців жіночої статі. Цар почав консультації з придворними, які підтримали ідею дозволу правління і жінкам. Підготувати правові та політичні зміни в конституції було доручено найближчим прихильникам царя Дімітару Генчеву та начальнику канцелярії Павлу Груєву. Ця підготовка велася в глибокій таємниці. Своїми намірами цар ділився тільки з невеликою кількістю політиків високого рангу.
Політичний переворот 1934 року та контрпереворот 1935-го не сприяли оголошенню додаткових змін щодо чинного устрою держави, тим не менш Борис не відмовлявся від свого задуму. Однак, у 1937 році у принцеси з'явився молодший брат Симеон, і потреба змінювати конституцію відпала сама собою.
Мешкало сімейство у царському палаці в Софії та палаці Врана поблизу неї. Літо проводили у Евксинограді на березі Чорного моря. Також у розпорядженні родини був мисливський будиночок Царська Бистриця поблизу Боровця.
Дитинство Марії Луїзи припало на Золотий час Третього Болгарського Царства. Після двох політичних переворотів йшло піднесення влади монарха і Борис користувався великою популярністю.
Після початку Другої Світової війни Болгарія певний час залишалася нейтральною, однак пронімецькі міністри схилялися до союзу з Німеччиною, яка отримувала численні перемоги. Політики мали на меті повернути Болгарії втрачені під час Першої Світової території Південної Добруджі та Фракії. Врешті решт, у березні 1941 Болгарія підписала Троїстий пакт. Однак надалі Гітлер був невдоволений відмовою царя Бориса депортувати євреїв та оголосити війну Радянському Союзу. На особистій зустрічі із німецьким диктатором Борис підтвердив свої рішення, а невдовзі після повернення до Болгарії раптово помер. Марії Луїзі на той час було десять років.
Новим царем став її молодший брат Симеон, який правив за допомогою регентської ради. У 1944 році в країні стався комуністичний переворот. Царська родина надалі жила під домашнім арештом у палаці Врана. У лютому 1945 до страти було засуджено багато політичних діячів останніх років, у тому числі дядька Марії Луїзи, князя Кирила Преславського.

### Вигнання
Після закінчення Другої Світової у Болгарії був проведений референдум щодо подальшої долі країни. Більшість виборців висловилася за встановлення республіки. 16 вересня 1946 царська родина була вислана за межі батьківщини, а їхнє майно та нерухомість націоналізовані.
Спочатку сімейство вирушило до Єгипту, де оселилося в Александрії. Там вже кілька місяців перебував Віктор Емануїл III, який зрікся влади на користь сина. В Єгипті Марія Луїза вперше стикнулася із мовними труднощами, оскільки не знала англійської, хоча вільно володіла італійською та французькою.
Згодом сім'я переїхала до Іспанії, де труднощі повторилися, в цей раз, вже з іспанською мовою. Там принцеса три роки працювала сестрою в іспанському Червоному хресті і допомагала на кухні для бідних. Вона зазначала, що долати складнощі їй допомагала «віра в Бога та приклад батьків».

### Перший шлюб
В Мадриді Марія Луїза познайомилася із принцом Карлом Лайнінгенським. У грудні 1956 вони оголосили про свої заручини. Цивільна церемонія пошлюблення пройшла 14 лютого 1957 року в німецькому Аморбаху, який вже більше ста років був резиденцією Лайнінгенського дому. Вінчання за православним обрядом відбулося в Каннах тиждень потому. Нареченому було 29 років і він перебував у родстві з імператорськими домами Росії та Британії. Його родина була однією з найзаможніших в Німеччині та володіла значними територіями на півдні країни.
Після весілля пара проживала в Мадриді. Невдовзі після одруження Карл мав візит до Канади і зрештою вирішив оселитися там та відкрити свій бізнес. У червні 1958 подружжя перебралося до Торонто. Там у них народилося двоє синів. Однак, шлюб виявився нещасливим. 4 грудня 1968 року пара оформила розлучення у Франкфурті-на Майні. Марія Луїза після цього переїхала із синами до Сполучених Штатів. Хлопці отримали там освіту у військовій академії.

### Другий шлюб
Наступного року принцеса взяла другий шлюб із своїм однолітком Броніславом Томашем Анджеєм Хробоком. Його батько був польським військовиком, який після Другої Світової емігрував до Лондона. Весілля відбулося 16 листопада 1969 року в Торонто. Церемонію вінчання провів відомий богослов та православний священик в Америці Александр Шмеман. Свідком на ньому був Стефан Груєв — син начальника царськой канцелярії Павла Груєва. У подружжя народилося двоє дітей.

### Візити до Болгарії
Після зміни політичного режиму в Болгарії, у 1991 році Марія Луїза вперше прибула до батьківщини з моменту вигнання, ставши першим представником царської родини, хто знову ступив на болгарську землю.  Народ радо вітав її у Софії, Русе та Пловдиві. З того часу вона щороку навідує рідну країну, де займається благодійністю.
Її брат Симеон у 2001 році повернувся до Болгарії, де, сформувавши політичну партію, зміг виграти вибори та стати прем'єр-міністром країни. Він був головою республіки до 2005 року. Внаслідок реституції йому та Марії Луїзі були повернені палац Врана та будинок Царська Бистриця.

### Наш час
Наразі Марія Луїза проживає із чоловіком у місті Медісон в Нью-Джерсі, США. Працює волонтером у лікарні поблизу дому. Є членом опікунської ради Американського університету в Болгарії. 13 травня 2012 вона отримала в ньому ступінь почесного доктора гуманітарних наук.
У червні 2012 року Симеон дарував Марії Луїзі та її нащадкам від другого шлюбу титул принців (князів) Кохари.

## Цікаві факти
- За десять днів після обрання папою Римським, 28 жовтня 1958 року, Іван XXIII дав аудієнцію Джованні Савойській, та її дітям, Марії Луїзі та Симеону II.[16]

## Нагороди
- Великий хрест ордену Святих Кирила та Мефодія (Болгарія);
- Великий хрест ордену дому Саксен-Ернестіне.

## Титули
- 13 січня 1933 —14 лютого 1957 — Її Королівська Високість Принцеса Марія Луїза Болгарська;
- 14 лютого 1957 —4 грудня 1968 — Її Королівська Високість Принцеса Карл Лейнінгенський, Принцеса Болгарська;
- 4 грудня 1968 —11 червня 2012 — Її Королівська Високість Принцеса Марія Луїза Болгарська;
- 11 червня 2012 —дотепер — Її Королівська Високість Принцеса Кохари, Принцеса Болгарська.

## Родина
Чоловік — Карл Лайнінгенський
Діти:
- Борис (нар.1960) — перебуває у другому шлюбі, має трьох дітей;
- Герман Фрідріх (нар.1963) — одружений із Деборою Кулі, має трьох доньок.

Чоловік — Броніслав Томаш Анджей Хробок
Діти:
- Александра (нар.1970) — дружина Хорхе Рапозо де Магольєз, має трьох дітей;
- Павло (нар.1972) — одружений з Аріаною Олівер Мас, має доньку.